# Emanuel Maria von Thun und Hohenstein

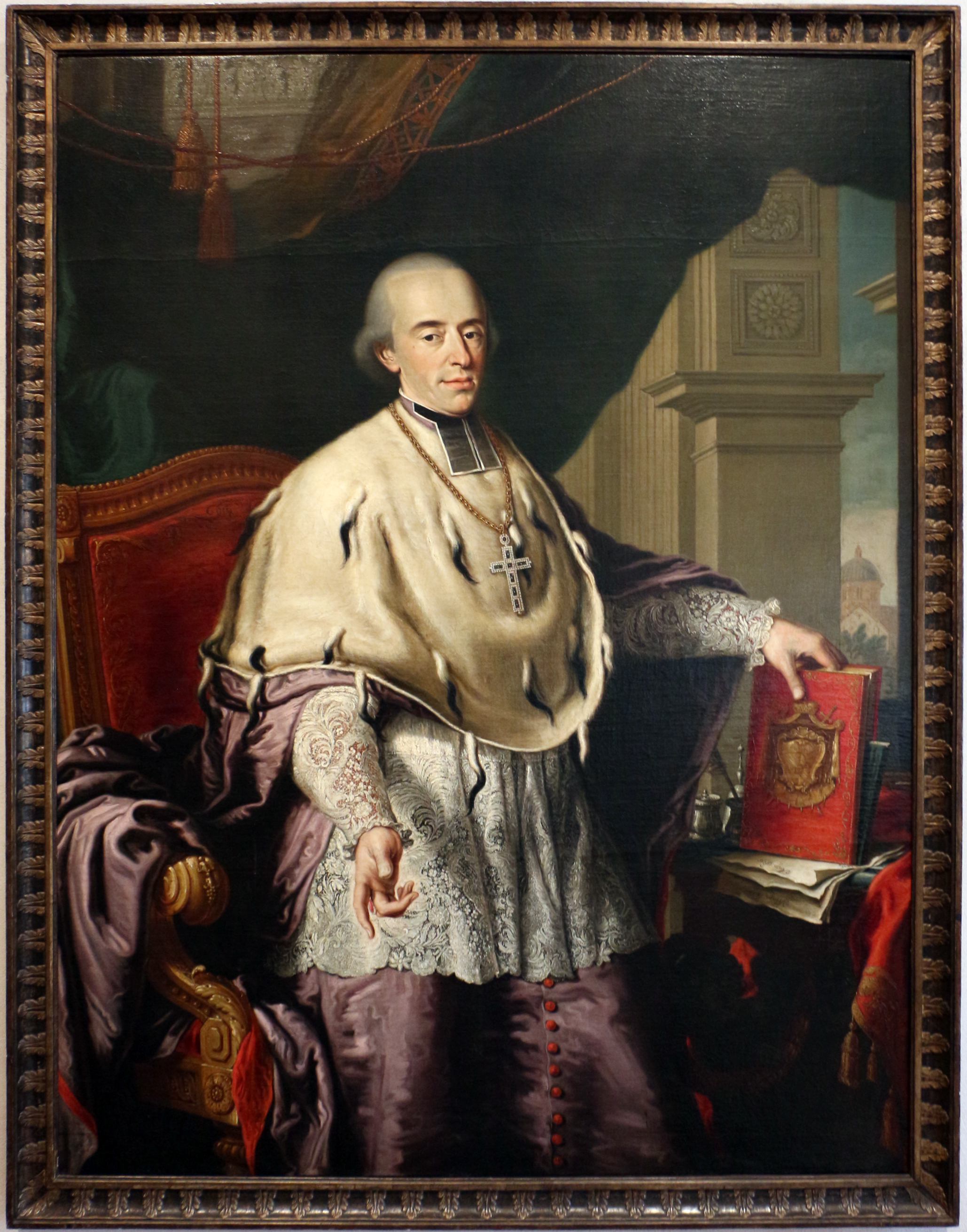
Bischof Emanuel Maria von Thun und Hohenstein, porträtiert 1807 von Domenico Zeni (Sammlung Tridentinisches Diözesanmuseum)

Emanuel Josef Maria Peter Graf von Thun und Hohenstein (* 28. März 1753 in Trient, Hochstift Trient; † 8. Oktober 1818 in Santa Massenza, bei Vezzano, Gefürstete Grafschaft Tirol) war ein römisch-katholischer Bischof aus dem Adelsgeschlecht Thun und Hohenstein. Von 1800 bis 1818 war er Fürstbischof von Trient. Als solcher war er der letzte Landesherr des mit der Säkularisation 1803 aufgelösten Fürstbistums Trient. 

## Leben
Emanuel Maria war der Sohn von Graf Johann Vigil Karl Thun aus dem Familienzweig derer von Castel Bragher und dessen Frau Gräfin Josepha Colonna von Fels. Er studierte in Passau, Salzburg und Rom. Die Priesterweihe empfing er als Mitglied des Germanicum in Rom. Danach erhielt er 1710 ein Domkanonikat in Trient und 1794 in Salzburg. Am 24. Juli 1797 wurde er zum Weihbischof in Trient und Titularbischof von Iasus ernannt. Leopold Leonhard von Thun und Hohenstein, Bischof von Passau, weihte ihn am 3. September 1797 in Passau zum Bischof. Am 2. April 1800 wurde er vom Trienter Domkapitel zum Bischof gewählt und am 11. August 1800 bestätigt. Zugleich wurde er Fürstbischof des Hochstiftes Trient.
1801 floh er vor den Franzosen nach Görz und Wien. 1803 wurde das Hochstift säkularisiert und fiel an die Gefürstete Grafschaft Tirol der Habsburger. Er konnte aber verhindern, dass es für Tirol nur noch ein Bistum Innsbruck geben sollte. 1805 fiel das Gebiet im Frieden von Pressburg an das mit Frankreich verbündete Königreich Bayern. Damit begann eine Zeit der Unterdrückung. Gemeinsam mit seinen Amtsbrüdern Karl Franz von Lodron, Bischof von Brixen, und Karl Rudolf von Buol-Schauenstein, Bischof von Chur, beschwerte er sich beim päpstlichen Nuntius in Regensburg über die Einmischung in kirchliche Angelegenheiten. Dieser sollte ihr Anliegen vor den nächsten Reichstag bringen, der aber nicht mehr stattfand.
Als Emanuel Maria sich in Innsbruck nicht der bayerischen Sache verschrieb, wurde er nach Reichenhall/Salzburg verwiesen. Die Verwaltung des Bistums übernahm ein den Bayern genehmer Kapitularvikar in deren Sinne. Nach dem Tiroler Volksaufstand 1809 konnte Emanuel Maria wieder in sein Bistum zurückkehren. 1810 kam das Bistumsgebiet von staatlicher Seite an das napoleonische Königreich Italien und 1814 wieder zum Kaiserreich Österreich. Am 2. Mai 1818 erließ der Papst eine Bulle. In dieser gestand er dem österreichische Kaiser das Recht zur Ernennung des Bischofs von Trient zu.